# Orthochtha zuluensis
Orthochtha zuluensis är en insektsart som beskrevs av Popov, G.B. och Fishpool 1992. Orthochtha zuluensis ingår i släktet Orthochtha och familjen gräshoppor. Inga underarter finns listade i Catalogue of Life.